# Darrin Mooney
Darrin Shane Mooney (Merton, Londres; 26 de abril de 1967) es un baterista británico, reconocido principalmente por su trabajo con la banda Primal Scream y con el guitarrista Gary Moore.

## Biografía
Mooney empezó a tocar la batería a los doce años, cuando todavía estaba en la escuela. A lo largo de sus años estudiantiles tocó en varias bandas y orquestas, tanto batería como percusión. A los 18 años participó en un ensayo de la National Youth Jazz Orchestra, algo que influyó fuertemente en su carrera posterior como músico de sesión de otros artistas.
En 1997 se unió a la banda Primal Scream y trabajó con el músico Gary Moore desde el año 2001. Ha tocado además con otros artistas como China Black, Matt Bianco, Ragga Twins, Bonnie Tyler y Martin Barre.

## Discografía
- 1996 - Martin Barre - The Meeting
- 1998 - Primal Scream - Badlands
- 1998 - Judie Tzuke - Over the Moon
- 1998 - Colin Blunstone - The Light Inside
- 1998 - Massive Attack/Primal Scream - Teardrop
- 1999 - The Mighty Strynth - What Is It
- 2000 - Ian Anderson - The Secret Language of Birds
- 2000 - Primal Scream/Paul Weller - When the Kingdom Comes
- 2000 - Primal Scream - XTRMNTR
- 2001 - Gary Moore - Back to the Blues
- 2002 - Scars - Scars
- 2002 - Primal Scream - Evil Heat
- 2003 - Primal Scream - Dirty Hits
- 2003 - Primal Scream - Live in Japan
- 2003 - Unkle - Never, Never, Land
- 2003 - Queens of the Stoneage/Unkle - No One Knows (remix)
- 2003 - Skin - Flesh Wounds
- 2003 - Gary Moore's Scars - Live at Monsters of Rock
- 2003 - Gary Moore's Scars - Live at Monsters of Rock (DVD)
- 2003 - Martin Barre - Stage Left
- 2004 - Primal Scream - Shoot Speed – More Dirty Hits
- 2004 - Bent - Now I Must Remember
- 2004 - Deepest Blue - Can't Believe
- 2004 - Deepest Blue - Shooting Star
- 2004 - Gary Moore - Power of the Blues
- 2004 - Shaznay Lewis - Heart Made Me a Fool
- 2006 - Primal Scream - Riot City Blues
- 2006 - Primal Scream - Gamblin' Bar Room Blues
- 2006 - Primal Scream - It's Not Enough
- 2006 - Primal Scream - To Live is to Fly
- 2006 - Primal Scream - Bloods
- 2006 - Primal Scream - Zeppelin Blues
- 2006 - Gary Moore - Old New Ballads Blues
- 2006 - Cliff Richard/Dionne Warwick - Anyone Who Had A Heart
- 2007 - Queens of the Stoneage/Primal Scream - I’m Designer (remix)
- 2007 - Primal Scream - Riot City Blues (DVD)
- 2007 - Dust Galaxy - Dust Galaxy
- 2007 - Leanne Harte - Leanne Harte
- 2008 - Don Airey - A Light in the Sky
- 2008 - Oasis/Primal Scream - The Shock of the Lightning
- 2008 - David Holmes - Holy Pictures
- 2011 - Dionne Bromfield - Yeah Right
- 2011 - Wonderland - What Do You Want
- 2011 - Wonderland - In Your Arms
- 2011 - Gary Moore - Live at Montreux 2010
- 2013 - Primal Scream - More Light
- 2016 - Primal Scream - Chaosmosis